# Роузвуд (телесериал)
«Ро́узвуд» (англ. Rosewood) — американский телевизионный сериал, премьера которого состоялась на телеканале Fox 23 сентября 2015 года.
9 мая 2017 года сериал был закрыт после двух сезонов.

## Сюжет
В центре сюжета находится частный патологоанатом из Майами, штат Флорида, Бомонт Роузвуд (Моррис Честнат), который владеет одной из самых востребованных в штате независимых лабораторий и работает в паре с циничным детективом Аннализой Виллой (Джейна Ли Ортис).

## Актёры и персонажи

### Основной состав
- Моррис Честнат в роли Бомонта Роузвуда
- Джейна Ли Ортис в роли Аннализы Виллы
- Габриэль Деннис в роли Пиппи Роузвуд
- Анна Конкл в роли Тара Милли Изикофф
- Доменик Ломбардоцци в роли Айры Хорнстока
- Лоррейн Туссен в роли Донны Роузвуд
- Сэм Хантингтон в роли Митчи Мендельсона
- Эдди Сибриан в роли Райана Слэйда (сезон 2)

### Второстепенный состав
- Николь Ари Паркер - Доктор Кэт Кроуфорд[2]
- Тэй Диггз - Доктор Майк Бойс[3]
- Джой Брайант - Доктор Эрика Кинкейд
- Эрик Уинтер - Доктор Адриан Уэбб

## Обзор сезонов
| Сезон | Сезон | Эпизоды | Дата показа      | Дата показа    | Рейтинг Нильсона | Рейтинг Нильсона       |
| Сезон | Сезон | Эпизоды | Премьера         | Финал          | Ранк             | Зрители США (миллионы) |
| ----- | ----- | ------- | ---------------- | -------------- | ---------------- | ---------------------- |
|       | 1     | 22      | 23 сентября 2015 | 25 мая 2016    | TBA              | TBA                    |
|       | 2     | 22      | 22 сентября 2016 | 28 апреля 2017 | TBA              | TBA                    |

## Список эпизодов

### Сезон 1 (2015 - 2016)
| № общий | № в сезоне | Название                                                                                   | Режиссёр         | Автор сценария               | Дата премьеры    | Произв. код | Зрители в США (млн) |
| ------- | ---------- | ------------------------------------------------------------------------------------------ | ---------------- | ---------------------------- | ---------------- | ----------- | ------------------- |
| 1       | 1          | «Пилот» «Pilot»                                                                            | Ричард Шепард    | Тодд Хэрсан                  | 23 сентября 2015 | 101         | 7.54                |
| 2       | 2          | «Светлячки и верность» «Fireflies and Fidelity»                                            | Тимоти Басфилд   | Тодд Хэрсан                  | 30 сентября 2015 | 102         | 6.24                |
| 3       | 3          | «Неимущие и гематомы» «Have-Nots and Hematomas»                                            | Милан Чейлов     | Энди Берман                  | 7 октября 2015   | 103         | 5.75                |
| 4       | 4          | «Вандалы и витамины» «Vandals and Vitamins»                                                | Эрик Ла Саль     | Джон Сото & Эли Атти         | 14 октября 2015  | 104         | 5.03                |
| 5       | 5          | «Некроз и новые начинания» «Necrosis and New Beginnings»                                   | Эрик Ланёвилль   | Никечи Окоро                 | 21 октября 2015  | 105         | 5.27                |
| 6       | 6          | «Политика и пони» «Policies and Ponies»                                                    | Майкл Цинберг    | Ивэн Блейвейсс               | 4 ноября 2015    | 106         | 5.05                |
| 7       | 7          | «Квадриплегия и качественное время» «Quadriplegia and Quality Time»                        | Терренс О’Хара   | Марки Джексон                | 11 ноября 2015   | 107         | 5.17                |
| 8       | 8          | «Кровавый охотник и ритмы» «Bloodhunt and Beats»                                           | Джеймс Родэй     | Джамил Тернер & Энди Берман  | 18 ноября 2015   | 108         | 4.72                |
| 9       | 9          | «Модницы и фасциит» «Fashionistas and Fasciitis»                                           | Милан Чейлов     | Луиза Мораес                 | 25 ноября 2015   | 109         | 4.64                |
| 10      | 10         | «Атрезия аорты и художественные инсталляции» «Aortic Atresia And Art Installations»        | Миллисент Шелтон | Ивэн Блейвейсс & Тодд Хэрсан | 2 декабря 2015   | 110         | 5.04                |
| 11      | 11         | «Паралитики и приоритеты» «Paralytics and Priorities»                                      | Милан Чейлов     | Диана Мендес                 | 2 марта 2016     | 111         | 3.52                |
| 12      | 12         | «Отрицательные результаты вскрытия и новые партнеры» «Negative Autopsies and New Partners» | Неизвестно       | Неизвестно                   | 9 марта 2016     | 112         | 3.72                |
| 13      | 13         | «Баллистика и лучшие качества» «Ballistics and BFFs»                                       | Неизвестно       | Неизвестно                   | 16 марта 2016    | 113         | 3.72                |
| 14      | 14         | «Гидроцефалия и сильные ушибы» «Hydrocephalus and Hard Knocks»                             | Неизвестно       | Неизвестно                   | 23 марта 2016    | 114         | 3.74                |
| 15      | 15         | «Атеросклероз и алабамский флим-Флэм» «Atherosclerosis and the Alabama Flim-Flam»          | Неизвестно       | Неизвестно                   | 30 марта 2016    | 115         | 5.20                |

## Производство
Fox заказал сериал 7 мая 2015 года. Позже было объявлено, что шоу будет выходить по средам, в паре с другим, нацеленным на афро-американскую аудиторию, сериалом «Империя», начиная с 23 сентября 2015 года.
16 октября 2015 года канал продлил сериал на полный сезон из 22-х эпизодов.
7 апреля 2016 года сериал был продлён на второй сезон.

### Кастинг
12 июня 2015 года к сериалу также присоединилась Лоррейн Туссен в роли матери заглавного персонажа.